# Alliopsis aertaica
Alliopsis aertaica är en tvåvingeart som först beskrevs av Qian och Fan 1981.  Alliopsis aertaica ingår i släktet Alliopsis och familjen blomsterflugor. Inga underarter finns listade i Catalogue of Life.